# James A. Hawkins

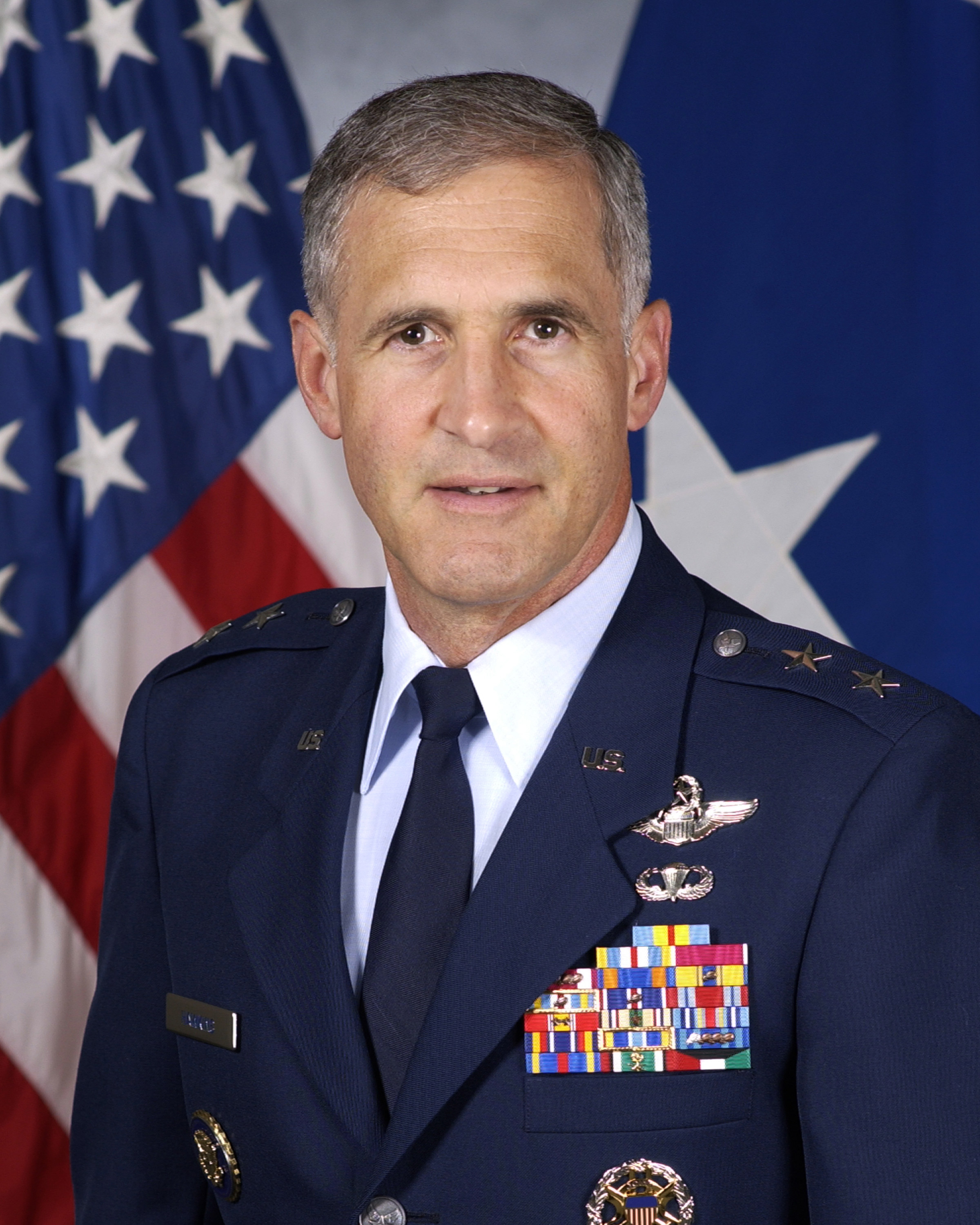
James A. Hawkins (2020)

James Alan Hawkins (* um 1971 in Michigan) ist ein pensionierter Generalmajor der United States Air Force. Er war unter anderem Kommandeur der 18. Luftflotte.
In den Jahren 1969 bis 1973 durchlief er die United States Military Academy in West Point. Anschließend entschied er sich für eine militärische Laufbahn in der Air Force. In dieser durchlief er alle Offiziersränge vom Leutnant bis zum Zwei-Sterne-General.
Im Lauf seiner militärischen Karriere absolvierte er verschiedene Kurse und Schulungen. Dazu gehörten unter anderem eine Ausbildung zum Kampfpiloten und weitere Fortbildungskurse als Pilot neuer Flugzeugtypen; die Squadron Officer School auf der Maxwell Air Force Base in Alabama; das Armed Forces Staff College in Norfolk in Virginia; das Air War College und das Seminar XXI, Foreign Political and International Relations am Massachusetts Institute of Technology (MIT). Außerdem erhielt er akademische Grade von der St Mary’s University in San Antonio in Texas, der Syracuse University, der Johns Hopkins University und der Harvard Kennedy School.
In seinen frühen Jahren als Offizier der Luftwaffe war er an verschiedenen Stützpunkten in den Vereinigten Staaten stationiert. Dabei war er als Pilot, Flugausbilder oder Stabsoffizier bei unterschiedlichen Einheiten tätig. Dazwischen absolvierte er die erwähnten Schulungen. Als Stabsoffizier war er unter anderem im Hauptquartier der Air Force tätig.
Zwischen Juli 1989 und Juli 1991 war er auf der Minot Air Force Base in North Dakota stationiert. Dort kommandierte er die 23. Bomberschwadron (23rd Bombardment Squadron). Gleichzeitig diente er als Stabsoffizier in der Abteilung für Operationen des 5. Bombergeschwaders (5th Bombardment Wing). Daran schloss sich bis zum Juli 1992 sein Studium am Air War College auf der Maxwell AFB an. Es folgte eine Versetzung nach Louisiana. Auf der dortigen Barksdale Air Force Base gehörte er bis zum Februar der Führung der 2nd Operations Group an. Zunächst war er deren stellvertretender und dann regulärer Kommandeur.
Sein nächster Auftrag führte ihn nach Washington, D.C. Zwischen März 1995 und Juni 1997 gehörte er zum erweiterten Stab des Weißen Hauses. Dabei war er Stabschef der dortigen Militärvertretung (Chief of Staff, White House Military Office). Daran schloss sich eine Versetzung zur Grand Forks Air Force Base in North Dakota an. Zwischen Juli 1997 und Dezember 1998 kommandierte James Hawkins dort das 319. Luftbetankungsgeschwader (319th Air Refueling Wing). Danach übernahm er auf der Andrews Air Force Base in Maryland das Kommando über das 89. Transportgeschwader (89th Airlift Wing). Dieses Kommando hatte er zwischen Januar 1999 und August 2001 inne. Danach gehörte er bis zum Dezember 2003 als Vice Director dem Stab der Joint Chiefs of Staff an.
Im Januar 2004 wurde Hawkins auf der Scott Air Force Base in Illinois stellvertretender Kommandeur (Vice Commander) der 18. Luftflotte. Diesen Posten hatte er bis zum Dezember 2004 inne. Ab August dieses Jahres war er zusätzlich Stabsoffizier beim U.S. Central Command Deployment and Distribution Operations Center, das für die Versetzungen in den Nahen Osten zuständig war (Director, U.S. Central Command Deployment and Distribution Operations Center, Southwest Asia). In der Folge verblieb er auf der Scott AFB. Zwischen Dezember 2004 und Mai 2005 leitete er dort das Tanker Airlift Control Center. Danach leitete er bis zum November 2005 die Stabsabteilung für Operationen des dort angesiedelten Air Mobility Commands (AMC).
Im November 2005 übernahm er als Nachfolger von William Welser III das Kommando über die 18. Luftflotte. Dieses Amt bekleidete er bis zum Juni 2008, als er von Winfield W. Scott III abgelöst wurde. Anschließend schied er aus dem aktiven Militärdienst aus. Im September 2009 wurde Hawkins als Zivilist für die Joint Chiefs of Staff tätig. Dort war er für einige Zeit Deputy Director for Strategic Logistics (DDSL).
Während seiner aktiven Zeit als Militärpilot absolvierte er über 5000 Flugstunden auf verschiedenen Flugzeugtypen. Im August 1994 nahm er als Ausbildungspilot an einem 47-Stunden-Flug rund um die Erde teil, was zumindest damals die längste Mission eines Bombers im Non-Stop-Flugbetrieb darstellte.

## Daten der Beförderungen
| Abzeichen | Rang               | Jahr             |
| --------- | ------------------ | ---------------- |
|           | Second Lieutenant  | 6. Juni 1973     |
|           | First Lieutenant   | 6. Juni 1975     |
|           | Captain            | 6. Juni 1977     |
|           | Major              | 1. August 1984   |
|           | Lieutenant Colonel | 1. Juli 1988     |
|           | Colonel            | 1. Dezember 1992 |
|           | Brigadier General  | 1. Juli 1998     |
|           | Major General      | 1. Januar 2002   |

## Orden und Auszeichnungen
James Hawkins erhielt im Lauf seiner militärischen Laufbahn unter anderem folgende Auszeichnungen:
- Defense Distinguished Service Medal
- Air Force Distinguished Service Medal
- Defense Superior Service Medal
- Legion of Merit
- Meritorious Service Medal
- Air Medal
- Air Force Commendation Medal
- Joint Meritorious Unit Award
- Air Force Outstanding Unit Award
- Combat Readiness Medal
- National Defense Service Medal
- Southwest Asia Service Medal
- Global War on Terrorism Expeditionary Medal
- Global War on Terrorism Service Medal
- Kuwait Liberation Medal (Saudi-Arabien)
- Kuwait Liberation Medal (Kuwait)